# Internationale Rehabiliterings- og Forskningscenter for Torturofre
Internationale Rehabiliterings- og Forskningscenter for Torturofre (International Rehabilitation Council for Torture Victims , IRCT), er en uafhængig, international hjælpeorganisation, som arbejder med og støtter børn, kvinder og mænd som har været udsat for tortur samt arbejder med forebyggelse mod tortur over hele verden.
Arbejdet  i IRCT foregår i samarbejde med regeringer, meneskerettigheds- og medicinske og andre relevante organisationer.
IRCT blev grundlagt i København i 1982 af den danske læge og menneskerettighedsforkæmper Inge Genefke efter forudgående og grundlæggende arbejde fra Amnesty International (AI) i  1973 og den første AI-gruppe som blev grundlagt i Danmark i 1974 af fire læger, som arbejdede på frivillig basis.  Denne gruppe var del af et netværk, som omfattede 4.000 læger fra 34 lande.
Organisationen er en paraplyorganisation for 130 rehabiliterings-centre med hovedkontor i København.

## Ekstern henvisning
- International Rehabilitation Council for Torture Victims (IRCT)